# Samtgemeinde Freden (Leine)

Lage der ehemaligen Samtgemeinde im Landkreis Hildesheim

In der Samtgemeinde Freden (Leine) aus dem niedersächsischen Landkreis Hildesheim hatten sich vier Gemeinden zur Erledigung ihrer Verwaltungsgeschäfte zusammengeschlossen.
Die Samtgemeinde führte kein eigenes Wappen.

## Geografie

### Geografische Lage
Die höchste Erhebung in der Samtgemeinde stellte die Gemeinde Landwehr mit 208 m ü. NN dar.

### Gliederung
Zur Samtgemeinde gehörten folgende vier Gemeinden:
- Everode
- Freden (Leine)
- Landwehr
- Winzenburg

## Geschichte
Die Samtgemeinde wurde am 1. Juli 1965 aus den damaligen Gemeinden Everode, Meimerhausen, Freden (Leine), Winzenburg, Eyershausen, Ohlenrode und Wetteborn gebildet. Durch die Gemeindereform in Niedersachsen wurde die Anzahl der Mitgliedsgemeinden am 1. März 1974 verringert. Dabei wurde Meimerhausen nach Freden (Leine) eingemeindet und die Gemeinden Eyershausen, Ohlenrode und Wetteborn schlossen sich zu der Gemeinde Landwehr zusammen.
Nach längeren Diskussionen wurde 2014 zunächst ein Zusammenschluss der Samtgemeinde mit der Stadt Alfeld (Leine) in Form einer Eingemeindung der Mitgliedsgemeinden angesetzt. Letztendlich wurde jedoch ein Zusammenschluss der Mitgliedsgemeinden zu einer Einheitsgemeinde Freden (Leine) zum 1. November 2016 beschlossen, wodurch die Samtgemeinde gleichzeitig aufgelöst wurde.

## Politik

### Samtgemeinderat
Der Samtgemeinderat Freden (Leine) setzte sich von 2011 bis 2016 aus 14 Ratsfrauen und Ratsherren folgender Parteien und erlangten Sitzen zusammen:
- SPD: 8 Sitze
- CDU: 4 Sitze
- WG Freden: 1 Sitz
- Grüne: 1 Sitz

(Stand: Kommunalwahl 11. September 2011)

### Samtgemeindebürgermeister
Der Samtgemeindebürgermeister war Helmut Wecke.